# Tetétlen
Tetétlen é um município da Hungria, situado no condado de Hajdú-Bihar. Tem 32,11 km² de área e sua população em 2015 foi estimada em 1.416 habitantes.